# Рідеральп
Рідеральп (нім. Riederalp) — громада  в Швейцарії в кантоні Вале, округ Східний Рарон.

## Географія
Громада розташована на відстані близько 80 км на південний схід від Берна, 55 км на схід від Сьйона.
Рідеральп має площу 19,1 км², з яких на 4,1% дозволяється будівництво (житлове та будівництво доріг), 26,4% використовуються в сільськогосподарських цілях, 43% зайнято лісами, 26,5% не є продуктивними (річки, льодовики або гори).

## Демографія
2019 року в громаді мешкало 441 особа (-16,3% порівняно з 2010 роком), іноземців було 13,2%. Густота населення становила 23 осіб/км².
За віковим діапазоном населення розподілялося таким чином: 17,9% — особи молодші 20 років, 57,4% — особи у віці 20—64 років, 24,7% — особи у віці 65 років та старші. Було 193 помешкань (у середньому 2,2 особи в помешканні).
Із загальної кількості 345 працюючих 46 було зайнятих в первинному секторі, 11 — в обробній промисловості, 288 — в галузі послуг.